# Pteronymia euritaea
Pteronymia euritaea är en fjärilsart som beskrevs av Köhler 1923. Pteronymia euritaea ingår i släktet Pteronymia och familjen praktfjärilar. Inga underarter finns listade.